# Efrem Cattelan

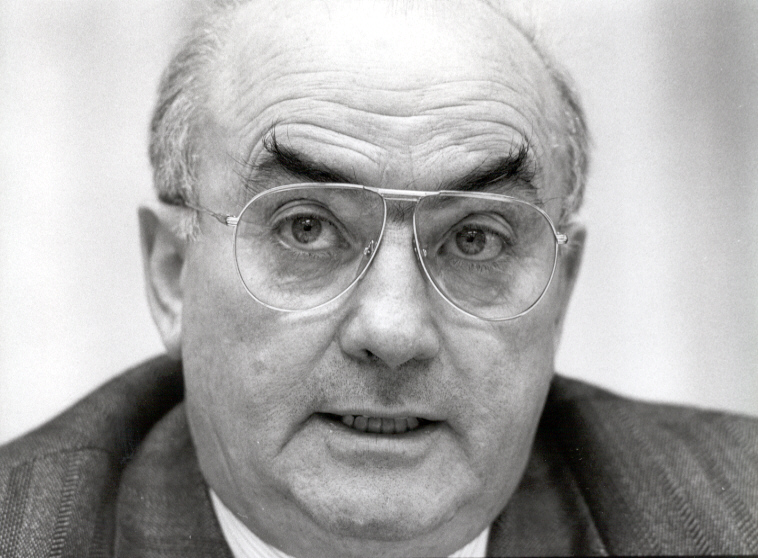
Efrem Cattelan (1990)

Efrem Corinto Benjamin Cattelan (* 29. November 1931 in Basel; † 26. Mai 2014 in Münchenstein oder Basel; heimatberechtigt ebenda) war ein Schweizer Berufsoffizier und bekleidete den Rang eines Obersten im Schweizer Generalstab. Von 1979 bis 1990 war er Chef der geheimen Kaderorganisation für den Widerstand im feindbesetzten Gebiet Projekt 26 (P-26). Anlass zur Gründung dieser Organisation war das Szenario, dass in der Zeit des Kalten Krieges auch die Schweiz feindbesetzt werden könnte.

## Leben
Nach dem Besuch des Gymnasiums in Basel studierte Efrem Cattelan Rechtswissenschaften an der Universität Basel. Nach seiner Promotion war er von 1958 bis 1965 Instruktor an der Infanterieschule in Liestal. Später war er bis 1972 an der Offiziersschule in Bern tätig. In den Jahren 1972 bis 1979 war er in einer Direktorenposition bei der Schweizerischen National-Versicherungs-Gesellschaft und führte anschliessend von 1979 bis 1990 unter dem Codenamen «Rico» das Projekt 26. An der Freien Strasse in Basel unterhielt er eine Tarnfirma mit dem Namen Consec AG für Personal- und Kaderschulung, während er in Münchenstein lebte. Als Milizoffizier führte der Oberst im Generalstab das Baselbieter Infanterieregiment 21. Er verstarb am 26. Mai 2014 nach kurzer Krankheit im Alter von 82 Jahren.

## P-26
Am 30. Juni 1979 hatte Divisionär Richard Ochsner, Chef der Untergruppe Nachrichtendienst und Abwehr (UNA) des Eidgenössischen Militärdepartements, Oberst Efrem Cattelan zum Kommandanten des geheimen Projekts 26 berufen. Cattelan erhielt für diese Aufgabe ein Honorar von 240'000 Franken im Jahr.
Nach 1½ Jahren war der Aufbau dieser Struktur nach den Worten von Korpskommandant Jörg Zumstein, dem Generalstabschef der Schweizer Armee von 1981 bis 1985, abgeschlossen. Cattelan hatte zwei Führungsstäbe vorzubereiten, von denen im Besetzungsfall der eine aus der Schweiz, der andere im Auftrag des Bundesrates aus dem Ausland zu führen gehabt hätte. Ihm unterstanden im Führungsstab der Schweiz neun Instruktoren (zwei Offiziere, sieben Unteroffiziere), drei zivile Beamte und weiteres administratives Personal.
Die P-26 wurde ohne detailliertes Wissen des Schweizer Parlaments aufgebaut, jedoch ausschliesslich mit staatlichen Mitteln finanziert. Nach den Worten von Cattelan in einem Fernsehinterview im Jahre 2009 war die P-26 eine Organisation, die den Parlamentariern bekannt gewesen sei, denn es gab eine geheime parlamentarische Kommission „Gruppe 426“. Der Name basierte auf Ziffer 426 des sicherheitspolitischen Berichts der Schweiz von 1973, wonach „alle Möglichkeiten, günstige Voraussetzungen für den aktiven Widerstand zu schaffen, (…) früh wahrgenommen werden [müssen].“
Als in der Öffentlichkeit die geheime Widerstandsorganisation P-26 bekannt wurde, führte dies zu heftigen öffentlichen Auseinandersetzungen; insbesondere als 1990 eine parlamentarische Untersuchung zur Aufklärung angesetzt wurde und herausfand, dass die P-26 diverse Depots mit hunderten von Maschinenpistolen, Gewehren mit Zielfernrohren, Sprengstoff und Panzerabwehrwaffen angelegt hatte.
Die Geheimorganisation P-26 war nach dem Regionalprinzip über das ganze Land schachbrettartig verteilt und jede der etwa 80 Gruppen arbeitete für sich, koordiniert durch den Führungsstab Cattelans. Nur der Gruppenführer kannte seinen Vorgesetzten aus dem Führungsstab. Ergänzend hierzu gab es Fachleute für Spezialaufgaben. Die P-26 bestand zum Zeitpunkt der Aufdeckung aus etwa 400 Personen, die zivilen Ungehorsam, Propaganda und Sabotage der Infrastruktur gegen Besatzer mit Waffen und Sprengstoff organisieren sollten. Für diese Aufgaben wurden auserwählte Personen auch in England ausgebildet.
Ausgewählt wurden für die P-26 unauffällige und unbescholtene Bürger und Bürgerinnen der Schweiz, beispielsweise damals auch eine Krankenschwester, die sich 2009 zu erkennen gab. Die Familie und die Ehepartner durften nichts von dieser Tätigkeit erfahren. Bis heute werden Mitglieder dieser Organisation nur öffentlich bekannt, wenn sie zustimmen. Die ehemaligen Mitglieder der P-26 dürfen nur berichten, dass sie dazugehörten und was sie persönlich erlebten. Die Mitglieder dieser Organisation schmerzt es bis zum heutigen Tag, „dass sie als Alpen-Guerillas belächelt werden und ihre Organisation als völlig übertriebene Vorsichtsmassnahme abgetan wird.“
Das in den Depots vorhandene Waffenmaterial sollte erst auf Befehl des Oberbefehlshabers an die Widerstandsregionen verteilt werden.

## Parlamentarische Untersuchung
Als das Projekt Ende 1989 öffentlich bekannt wurde, untersuchte eine Parlamentarische Untersuchungskommission (PUK) den Vorgang neun Monate lang. In seinem Bericht zu einer zweiten, verwaltungsinternen Administrativuntersuchung stellte der Untersuchungsrichter Pierre Cornu fest, dass „enge Beziehungen zu den Briten bestanden, die über den schweizerischen Widerstand mehr gewusst haben als der Bundesrat und die Vorsteher des EMD“. Als die Organisation P-26 aufgelöst wurde, wurde auch Cattelan seiner Aufgabe enthoben und erhielt ein Sprechverbot. Als später sein Sprechverbot teilweise aufgehoben wurde, referierte er bei wenigen Gelegenheiten über seine Funktion und die P-26.